# Эки-Нарын
Эки-Нарын (кирг. Эки-Нарын) — село в Нарынском районе Нарынской области Кыргызстана. Входит в состав Ортокского аильного округа.
Расположено на реке Нарын в районе слияния большого и малого притоков Нарына в одноименной долине в 45 км восточнее районного центра г. Нарын и в 218 км от г. Балыкчы.
Название в переводе означает «два Нарына». Этой местности характерны луга, пастбища и сосновые леса. Эки Нарын — место обитания медведей, диких кабанов, горных козлов и снежных барсов. Долина находится на территории Нарынского государственного заповедника.
Население в 2009 году составляло 759 человек, которое, в основном, занимается разведением лошадей.
Основано в 1930 году. Ранее на территории села функционировал Нарынский конезавод (совхоз).
Имеется школа, клуб, библиотека, фельдшерско-акушерский пункт. Близ села имеется месторождение золота.